# 강상인
강상인(姜尙仁, 1369년 ~ 1418년)은 조선의 무신이다. 본관은 진주 강씨이다. 태종의 신임을 받아 내금위장을 거쳐서 병조참판에 이르렀으나, 세종 때 병권을 양위하지 않은 것에 대해 반발하다가 옥사하였다. 이 과정에서 그는 함길도의 관노로 전락하게 되었으나, 태종의 외척세력에 대한 숙청 정책으로 인해 재추국을 당하였고, '나라의 명령은 한 곳에서 나와야 한다는 생각'으로 박습과 심정, 심온 등과 의논했다고 답하였다. 이로 인해 강상인은 박습, 심온 등과 함께 모반대역죄로 죽음을 당했는데, 강상인은 거열형에 처해졌다. 이를 강상인의 옥이라고도 한다.

## 관련 작품

### 드라마
- 《용의 눈물》(KBS, 1996년~1998년, 배우:박칠용)
- 《대왕 세종》(KBS, 2008년~2008년, 배우:정흥채)